# Nuna 3

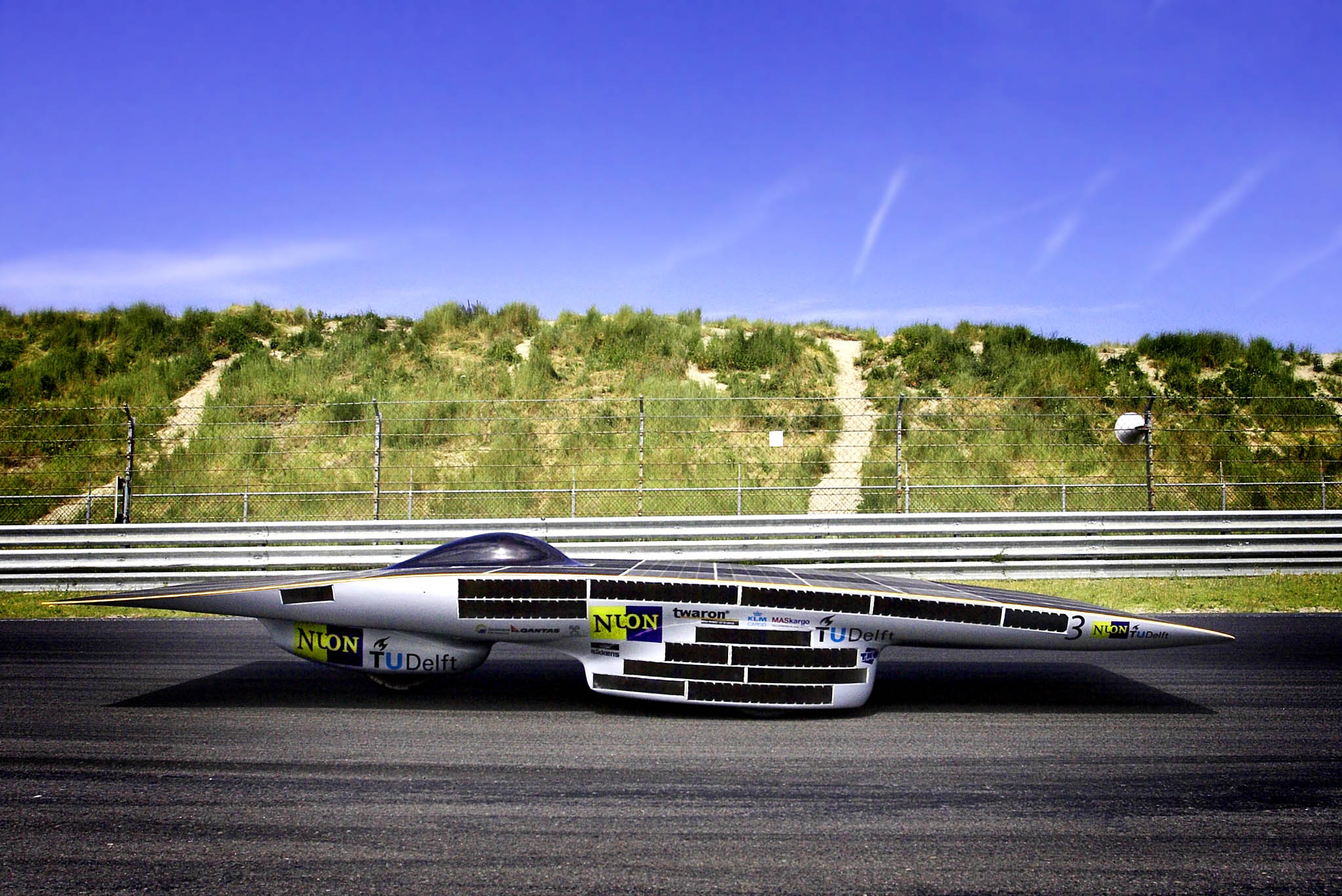
Nuna 3.

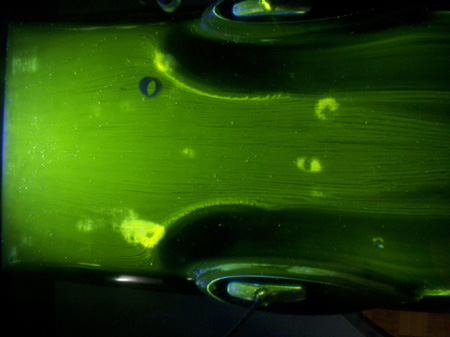
Undersidan av Nuna 3 i en vindtunnel.

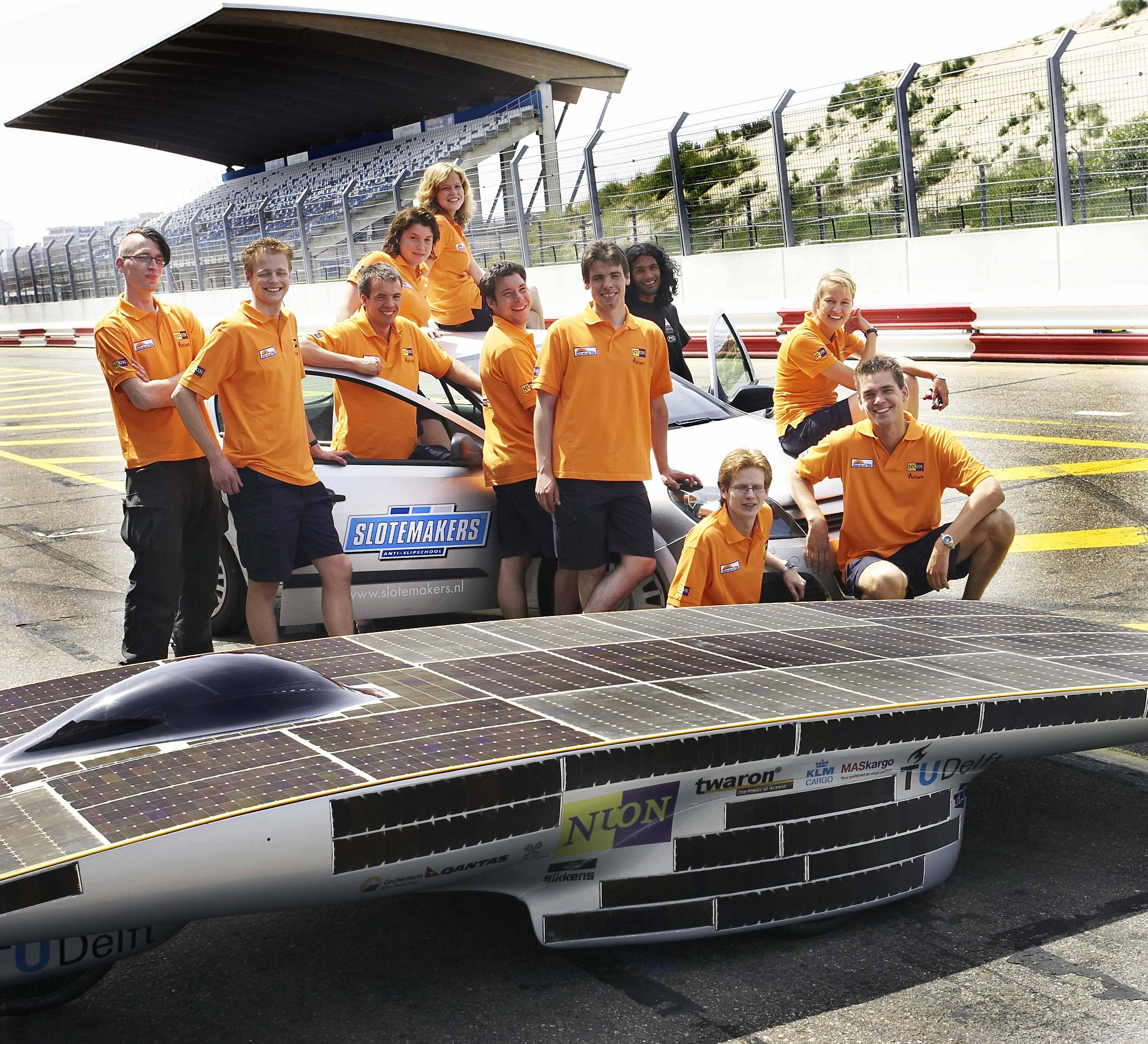
Nuon Solar Team på racerbanan Circuit Park Zandvoort i Zandvoort, Nederländerna.

Nuna 3 är ett solcellsdrivet experimentfordon. Fordonet drivs enbart med hjälp av den energi som solcellerna på fordonets utsida fångar upp och omvandlar till elektricitet. Solcellernas verkningsgrad närmar sig 40 procent. Fordonet utvecklades 2004–2005 av gruppen Nuon Solar Team vid Delfts tekniska universitet i Nederländerna.